# Олимпијски комитет Словеније
Олимпијски комитет Словеније (ОКС) (словен. Olimpijski Komite Slovenije) је национални олимпијски комитет Словеније који организује спортисте за такмичење на олимпијским играма и осталим мањим спортским догађајима. Чланови Комитета су 39 спортских савеза, који бирају Извршни одбор у саставу председника и 21 члана. Седиште му је у Љубљани.
Лого ОКС је направљен од Триглава, олимпијских кругова и три геометријска облика: круга, четвороугла и троугла. Триглав је обојен у зелено и плаво представљајући летње и зимске спортове и Летње и Зимске олимпијске игре.

## Историја
Олимпијски комитет Словеније је основан 15. октобра 1991. године и званично постао члан Међународног олимпијског комитета 17. јануара 1992, што је омогућило учешће словеначких спортиста на Зимским олимпијским играма 1992. у Француској.
Председник Словеније Данило Тирк је 12. октобра 2011. одликовао Олимпијски комитет Словеније Златним редом за заслуге Републике Словеније „за промоцију спорта као важног елемента у животу Словенаца, за заслуге при развоју најширег сегмента спорта у Словенији и за допринос најбољим словеначким достигнућима на међународним спортским такмичењима.”

## Председници
| Име и презиме    | Период      |
| ---------------- | ----------- |
| Јанез Коцијанчич | 1991 – 2014 |
| Богдан Габровец  | 2014 –      |

## Извршни одбор
Извршни одбор чине:
- Председник: Богдан Габровец
- Почасни председник: Јанез Коцијанчич
- Потпредседници: Јанез Содржник, Изток Чоп, Томаж Барада
- Чланови: Грегор Бенчина, Иван Левак, Тјаша Андрее Просенц, Метод Ропрет, Матеј Ерјавец, Станко Глажар, Рок Веховец, Бојан Ротовник, Милан Жван, Томо Тирингер, Бранко Жнидарич, Миран Кос, Дејан Црнек, Мартина Ратеј, Мирослав Церар, Дамјан Лазар, Војка Равбар

## Савези
| Савез                               | Летње или Зимске | Седиште            |
| ----------------------------------- | ---------------- | ------------------ |
| Атлетски савез Словеније            | Летње            | Љубљана            |
| Бадминтон савез Словеније           | Летње            | Љубљана            |
| Бејзбол и софтбол савез Словеније   | Летње            | Љубљана            |
| Бициклистички савез Словеније       | Летње            | Љубљана            |
| Боб савез Словеније                 | Зимске           | Домжале            |
| Боксерски савез Словеније           | Летње            | Пиран              |
| Ватерполо савез Словеније           | Летње            | Брезовица          |
| Веслачки савез Словеније            | Летње            | Блед               |
| Гимнастички савез Словеније         | Летње            | Љубљана            |
| Голф асоцијација Словеније          | Летње            | Љубљана            |
| Једриличарски савез Словеније       | Летње            | Копер              |
| Кајакашки савез Словеније           | Летње            | Љубљана            |
| Карате савез Словеније              | Летње            | Трбовље            |
| Карлинг савез Словеније             | Зимске           | Љубљана            |
| Клизачки савез Словеније            | Зимске           | Љубљана            |
| Коњички савез Словеније             | Летње            | Љубљана            |
| Кошаркашки савез Словеније          | Летње            | Љубљана            |
| Мачевачки савез Словеније           | Летње            | Марибор            |
| Одбојкашки савез Словеније          | Летње            | Љубљана            |
| Планински савез Словеније           | Зимске           | Љубљана            |
| Пливачки савез Словеније            | Летње            | Љубљана            |
| Рагби савез Словеније               | Летње            | Љубљана            |
| Рвачки савез Словеније              | Летње            | Мурска Собота      |
| Рукометни савез Словеније           | Летње            | Љубљана            |
| Савез Словеније за дизање тегова    | Летње            | Љубљана            |
| Савез Словеније за ролерско клизање | Летње            | Љубљана            |
| Савез сурфера Словеније             | Летње            | Љубљана            |
| Савез хокеја на леду Словеније      | Зимске           | Љубљана            |
| Савез хокеја на трави Словеније     | Летње            | Мурска Собота      |
| Санкашки савез Словеније            | Зимске           | Јесенице           |
| Скијашки савез Словеније            | Зимске           | Љубљана            |
| Стонотениски савез Словеније        | Летње            | Љубљана            |
| Стреличарски савез Словеније        | Летње            | Љубљана            |
| Стрељачки савез Словеније           | Летње            | Љубљана            |
| Теквондо асоцијација Словеније      | Летње            | Цеље               |
| Тениски савез Словеније             | Летње            | Љубљана            |
| Триатлон савез Словеније            | Летње            | Љубљана            |
| Фудбалски савез Словеније           | Летње            | Крањ               |
| Џудо савез Словеније                | Летње            | Словенска Бистрица |